# Infektionsepidemiologie
Die Infektionsepidemiologie (früher auch Loimologie und Seuchenkunde), ein Teilgebiet der Epidemiologie, ist eine medizinische Fachdisziplin, die sich mit der Ausbreitung (und Eindämmung) von übertragbaren Erkrankungen (Infektionskrankheiten und parasitäre Erkrankungen), also ihrem räumlichen und zeitlichen Auftreten, beschäftigt. Die Infektionsepidemiologie untersucht Übertragungswege und Erregerreservoirs dieser Erkrankungen und beschreibt deren Ausbreitung in mathematischen Modellen. Aus ihnen werden Prognosen zur Verbreitung (Inzidenz und Prävalenz) sowie  Handlungsanweisungen zur Vermeidung abgeleitet.
Die Infektionsepidemiologie umfasst neben der klassischen Hygiene auch die Maßnahmen der öffentlichen Gesundheitsvorsorge (Public Health) von übertragbaren Erkrankungen und die Möglichkeiten zu ihrer Überwachung (Surveillance). In Deutschland lautet die Arztbezeichnung der Spezialisten Facharzt für Mikrobiologie, Virologie und Infektionsepidemiologie oder Facharzt für Hygiene und Umweltmedizin.